# Nelson, Wisconsin
Nelson är en ort (village) i Buffalo County i delstaten Wisconsin i USA. Orten har fått sitt namn efter bosättaren James Nelson. Enligt 2010 års folkräkning hade Nelson 374 invånare.